# Chatzi (Achaia)
Chatzi  este un oraș în Grecia în prefectura Achaia.